# Kurth Lehr
Kurth Lehr (* 23. März 1933) ist ein ehemaliger österreichischer Fußballspieler. 

## Karriere
Kurth Lehr war als Fußballspieler für FK Austria Wien. Des Weiteren spielte er später auch Erstligafußball in Deutschland in der Oberliga Süd, dort absolvierte er ein Spiel für die Stuttgarter Kickers.